# Гампаха (округ)
Гампаха (синг. ගම්පහ දිස්ත්රික්කය, там. கம்பகா மாவட்டம்) — один з 25 округів Шрі-Ланки. Входить до складу Західної провінції країни. Адміністративний центр — місто Гампаха. Округ був утворений у вересні 1978 року шляхом відділення північної частини округу Коломбо .

## Історія
До колоніального періоду у складі територія нинішнього округу знаходилась у складі королівства Котте. Під час колонізації португальців основний шлях до центру колонії пролягав саме через сучасну територію Ґампаху, а в період голландської колонізації ця територія служила центром збору кориці. Все ж до колонізації Цейлону Британією на місці Ґампахи були густі джунглі. У 1825 губернатор Цейлону сер Едвард Барнс здійснив поїздку до Ґампахи, щоб перевірити просування роботи головної дороги Неґомбо-Коломбо. У 1828 році після будівництва британцями католицької церкви «Морагода», Ґампаха та навколишні райони повільно стали заселятися. Як продовження залізничної лінії від Коломбо до Амбепусси, в 1866 році було завершено будівництво залізничного вокзалу Хенаратгода. У 1867 році в ботанічному саду Генаратгода було посаджено перше каучукове дерево у Цейлоні.
Довгий час Ґампаха залишалася селищем, а з 1 січня 1945 року вона отримала право міського управління. У 1978 р. згідно конституційних реформ Ґампаху оголосили новим адміністративним округом відділивши північну частину від округу Коломбо. 16 квітня 2002 року міська рада Ґампаха отримала статус муніципальної.

## Площа
Площа округу становить 1387 км² . В адміністративному відношенні поділяється на 13 підрозділів.

## Населення
Населення округу за даними перепису 2012 року становить 2 294 641 чоловік (11,32% всього населення країни). 90,61% населення складають сингали; 4,16% — ларакалла; 3,49% — ланкійські таміли; 0,51% — малайці і 1,23% — інші етнічні групи . 71,48% населення сповідують буддизм; 21,19% — християнство; 5,01% — іслам і 2,28% — індуїзм .